# Saropogon velutinus
Saropogon velutinus är en tvåvingeart som beskrevs av Carrera och Nelson Papavero 1962. Saropogon velutinus ingår i släktet Saropogon och familjen rovflugor. Inga underarter finns listade i Catalogue of Life.